# علم النفس التعلمي
علم النفس التعلمي أو علم نفس التعلم (بالإنجليزية: Psychology of learning) يشير إلى النظريات والأبحاث المتعلقة بكيفية تعلم الأفراد. هناك العديد من نظريات التعلم. يتخذ بعضها نهجًا بناءً يركز على المدخلات والتعزيزات. تركز مناهج أخرى، مثل علم الأعصاب والإدراك الاجتماعي، بشكل أكبر على كيفية تأثير تنظيم الدماغ وبنيته على التعلم. تركز بعض المناهج النفسية، مثل السلوكية الاجتماعية، بشكل أكبر على تفاعل الفرد مع البيئة ومع الآخرين. تركز نظريات أخرى، مثل تلك المتعلقة بالتحفيز، مثل عقلية النمو، بشكل أكبر على تصورات الأفراد للقدرة.
بحثت أبحاث موسعة في كيفية تعلم الأفراد، داخل الفصل الدراسي وخارجه.